# Nicolai Dudoglo

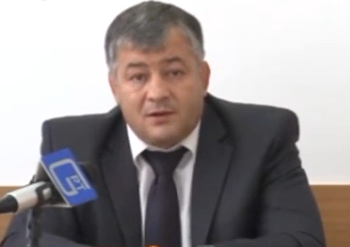
Nicolai Dudoglo în 2013

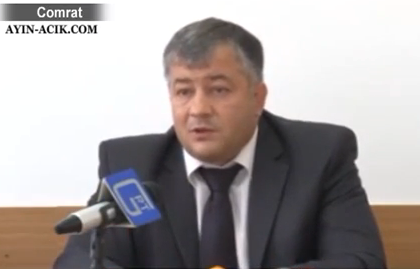
Nicolai Dudoglo

Nicolai Dudoglo (în rusă Николай Харлампиевич Дудогло; n. 13 martie 1966) este un om politic găgăuz, deputat în Parlamentul Republicii Moldova din partea Partidului Democrat din Moldova începând cu decembrie 2014 și fost primar al municipiului Comrat în perioada 2004–2014. În parlament face parte din Comisia pentru drepturile omului și relații interetnice.

## Activitatea politică
Nicolai Dudoglo s-a născut la data de 13 martie 1966. A practicat luptele libere, fiind Antrenor emerit al Republicii Moldova. Devine apoi director al Liceului Sportiv de tip internat din Comrat.
În anul 2003, Nicolai Dudoglo este ales ca deputat al Adunării Populare a Găgăuziei, devenind șef al Direcției tineret și sport a Comitetului executiv al Găgăuziei. El a fost ales la data de 18 iulie 2004 în funcția de primar al orașului Comrat (centrul administrativ al autonomiei) cu 61% din voturi (adică 3.882 din cele 6.340 de voturi legal exprimate), în fața contracandidatului comunist Vasili Croitor care a obținut 38% (adică 2.380 voturi). Potrivit datelor furnizate de Comisia Electorală Centrală din UTAG, la scrutin au participat 41,66% din cei 16.000 de alegători incluși în listele electorale.
Foști primari ai municipiului Comrat au fost Constantin Taușanji (demis în aprilie 2004 de către Adunarea Populară a autonomiei "în legătura cu tăinuirea de mijloace financiare și comportament neadecvat la funcția de stat", decizie atacată de acesta în instanța judiciară ) și Vasili Croitor (primar interimar în perioada aprilie-iulie 2004).
Nicolai Dudoglo a candidat ca independent la alegerile pentru funcția de bașcan al UTA Gagauz Yeri din decembrie 2006. Acestea au avut loc ca urmare a expirării mandatului de patru ani al guvernatorului Gheorghe Tabunșcic.
În primul tur al alegerilor, din 3 decembrie 2006, Mihail Formuzal și Nicolai Dudoglo au acumulat 33,89% și respectiv 31,40% din sufragiile alegătorilor. La turul II din 17 decembrie 2006, primarul orașului Ceadîr-Lunga, Mihail Formuzal, a repurtat victoria pentru postul de bașcan (guvernator) al Găgăuziei cu 56,23% din voturi, Nicolai Dudoglo obținând doar 43,77% dintre sufragii.
Nicolae Dudoglo a declarat în cadrul alegerilor că nimeni din Găgăuzia nu sfidează sau ignoră integritatea teritorială a Republicii Moldova. "Acum Găgăuzia este rusolingvă. Noi înțelegem că avem o țară comună - și noi încercăm să învățăm limba de stat a Moldovei, dar dacă Moldova își va pierde suveranitatea și se va uni cu România, firește că peste o generație-două găgăuzii nici nu vor putea comunica. Nu dorim să ne autodeterminăm, dorim o garanție...", a afirmat Nicolae Dudoglo.
La alegerile din 16 martie 2008, profesorul Nicolai Dudoglo, primarul municipiului Comrat, a fost ales ca deputat de Comrat în Adunarea Populară a UTA Gagauz-Yeri. El a obținut în primul tur de scrutin 1482 voturi (reprezentând 67.33%).
La alegerile parlamentare ordinare din 30 noiembrie 2014 a fost ales deputat în Parlamentul Republicii Moldova de legislatura a XX-a din partea Partidului Democrat din Moldova. A fost inclus în Comisia parlamentară pentru drepturile omului și relații interetnice. În ianuarie 2015 Dudoglo a renunțat la funcția de primar al municipiului Comrat, pe care o deținea din anul 2004, pentru a se conforma compatibilității funcțiilor publice și a rămâne deputat. Totodată el a anunțat că intenționează să candideze și la funcția de bașcan al Găgăuziei, alegerile căruia urmau să aibă loc la 22 martie.